# Урман (Бакалинский район)
Урма́н (баш. Урман) — деревня в Бакалинском районе Башкортостана, относится к Бакалинскому сельсовету.

## История
С 2005 современный статус, с 2007 — современное название.
Статус деревня, сельского населённого пункта, посёлок дома инвалидов получил согласно Закону Республики Башкортостан от 20 июля 2005 года N 211-з «О внесении изменений в административно-территориальное устройство Республики Башкортостан в связи с образованием, объединением, упразднением и изменением статуса населённых пунктов, переносом административных центров», ст.1

6. Изменить статус следующих населённых пунктов, установив тип поселения — деревня…

7) в Бакалинском районе: 
 е) поселка дома инвалидов Бакалинского сельсовета 
До 10 сентября 2007 года называлась деревней дома Инвалидов. Переименование прошло согласно Постановлению Правительства РФ от 10 сентября 2007 г. N 572 «О присвоении наименований географическим объектам и переименовании географических объектов в Республике Адыгея, Республике Башкортостан, Ленинградской, Смоленской И Челябинской областях»:

 переименовать в Республике Башкортостан:
 в Бакалинском районе — деревню дома Инвалидов в деревню Урман, деревню лесхоза в деревню Сосновка, деревню плодоягодного совхоза в деревню Плодоягодная 

## Географическое положение
Расстояние до:
- районного центра (Бакалы): 4 км,
- центра сельсовета (Бакалы): 4 км,
- ближайшей ж/д станции (Туймазы): 78 км.

## Население
| 2002 | 2009 | 2010 |
| ---- | ---- | ---- |
| 336  | ↗581 | ↘296 |

Национальный состав
Согласно переписи 2002 года, в посёлке Дома Инвалидов преобладающие национальности русские (30 %) и башкиры (41 %).